# Fihaonana
Fihaonana é uma comuna de Madagascar, pertencente ao distrito de Ankazobe, na região de Analamanga. Sua população, segundo o censo de 2001, era de 175 250 habitantes.